# Emperor: Battle for Dune
Emperor: Battle for Dune (tạm dịch: Hoàng đế - Đại chiến Xứ Cát) là một tựa game Dune do hãng Westwood Studios phát triển và Electronic Arts phát hành vào ngày 12 tháng 6 năm 2001. Trò chơi dựa trên sê-ri khoa học viễn tưởng Xứ Cát (Dune) của Frank Herbert và phong cách nghệ thuật từ bộ phim Xứ Cát của David Lynch. Đây là tựa game chiến lược thời gian thực thứ ba lấy bối cảnh trong vũ trụ Xứ Cát, sau người tiền nhiệm Dune II và Dune 2000. Trong khi Dune II là một câu chuyện hoàn toàn khác biệt so với Dune, và Dune 2000 là một phiên bản làm lại của Dune II, Emperor là một phần tiếp theo tiếp nối các bản trước đó. Đặc biệt, nó là một phần tiếp theo của Dune 2000, tiếp tục những gì đã bỏ sót ở bản 2000, với sự trở lại của một số nhân vật và diễn viên người đóng. Giống như Dune 2000 và nhiều tựa game khác của Westwood games đã làm trước đây, Emperor có những đoạn phim cắt cảnh được quay bằng các diễn viên người đóng.

## Cốt truyện
Emperor lấy bối cảnh một thời gian ngắn sau Dune 2000. Hoàng đế Corrino Frederick IV đã bị tì thiếp là Lệnh bà Elara, một Bene Gesserit sát hại, đẩy cả đế chế rơi vào hỗn loạn. Hiệp hội Không gian đã kêu gọi ba Gia tộc còn lại (giống như những phe trong các bản trước đó: Nhà Atreides, Nhà Harkonnen và Nhà Ordos) chấm dứt tình trạng này với một thách thức duy nhất: một cuộc chiến tranh sát thủ trên hành tinh Arrakis. Bất cứ Gia tộc nào thắng được cuộc chiến này sẽ trở thành nhà lãnh đạo mới của Landsraad và đoạt lấy ngôi vị Hoàng đế Padishah, Hoàng đế của Vũ trụ Hiện tại.
Cuối cùng, mọi việc ngày càng sáng tỏ trong chiến dịch rằng Tleilaxu đang tẩy rửa Arrakis bằng những động cơ ngầm, khi mọi người phát hiện các cuộc thăm dò khác nhau đang trong quá trình thu thập các mẫu thịt lấy từ những con sâu cát đã chết. Sau trận chiến cuối cùng với bất kỳ Gia tộc đối địch nào trên hành tinh quê hương của họ, Hiệp hội Không gian sẽ bỏ rơi Gia tộc chiến thắng bị mắc kẹt trên quê hương chiếm được của đối phương, Nhà Tleilaxu đang cố gắng kiểm soát Arrakis bằng cách dùng kỹ thuật di truyền để Lệnh bà Elara tạo ra một con Sâu Chúa với nguồn sức mạnh tâm linh to lớn. Họ còn tung ra một loại thuốc ảnh hưởng đến tâm trí tại tất cả các nguồn cung cấp lượng nước còn lại trên Arrakis hòng biến cư dân nơi đây trở thành nô lệ dưới quyền Hiệp hội. Rõ ràng đây là một nỗ lực lần chót phải được thực hiện trở lại trên Arrakis nhằm tiêu diệt con Sâu Chúa ngay trước khi nó kịp tỉnh giấc bằng cách sử dụng Hiệp hội Buôn lậu tìm đường quay trở lại Arrakis. Sau cùng người chơi mới tiêu diệt được con Sâu Chúa, và kế hoạch của Hiệp hội thất bại. Gia tộc chiến thắng sau đó lấy lại quyền kiểm soát Arrakis và nguồn hương dược melange và tuyên bố ngôi vị Hoàng đế Xứ Cát thuộc về mình.

## Lối chơi
Emperor thuộc thể loại chiến lược thời gian thực (RTS) cổ điển nên lối chơi cũng y như những game cùng loại khác, bắt đầu từ việc xây dựng căn cứ địa, thu thập hương dược nhằm kiếm đủ số tiền tiến tới việc gầy dựng quân đội rồi đem đi tiêu diệt đối phương.
Những phe phái xuất hiện trong game gồm:
- Nhà Atreides - thuộc một dòng họ quý tộc trông cậy vào hệ thống vũ khí và binh lính thông thường.
- Nhà Harkonnen - gia tộc tàn bạo này chỉ dựa dẫm vào các loại trang thiết bị quân sự hạng nặng.
- Nhà Ordos - gia tộc thương gia có tính xảo quyệt chuyên dùng gián điệp, lính đánh thuê và sở hữu công nghệ cấm.
- Fremen - những chiến binh sa mạc của Xứ Cát.
- Sardaukar - những cựu binh tinh nhuệ của Hoàng đế đã tìm kiếm đồng minh mới sau khi Hoàng đế của họ bị giết chết.
- Ixian - là quốc gia sở hữu công nghệ tiên tiến nhất trong vũ trụ Xứ Cát.
- Hiệp hội Không gian - Tổ chức chịu trách nhiệm cho việc du hành liên sao và hoạt động vận tải kiêm luôn việc khai thác hương dược tại Xứ Cát.
- Bene Tleilax - nhà lãnh đạo trong lĩnh vực kỹ thuật di truyền và sản xuất các giống loài và sinh vật được cấy ghép dùng để làm vũ khí sinh học trong cuộc xung đột này dưới dạng những con quái vật và người đột biến.

## Đón nhận
Computer Gaming World đưa ra lời đánh giá về game, có nói rằng "đồ họa đẹp, cảnh phim hay, một số đơn vị quân thú vị, và một bản đồ chiến dịch tương tác mãn nhãn." Tuy nhiên, họ cũng chỉ trích gay gắt nó vì có "đồ họa lỗi thời, AI và cơ chế tìm đường không dứt khoát, mục chơi mạng tiêu điều, và một cảm giác ngột ngạt của deja vu" cũng như thiếu các tính năng kiểm soát tiêu chuẩn về sau trong các game RTS tương tự.